# 月光女侠
《月光女俠》（日语：ラ・セーヌの星）是由創映社製作的日本电视动画，以法國大革命為背景，於1975年在日本播出。在台灣則曾由台視購入播映。

## 故事
賣花女西蒙跟隨德福爾公爵學劍術。但後來自己的父母因瑪麗·安東妮德王后與卡特琳侯爵夫人的爭鬥，被卡特琳派人殺死。西蒙為了對抗腐敗的皇室，变成女劍客塞納河之星來挑戰橫行霸道的貴族。

## 人物介紹
西蒙／賽納河（賽茵河）之星
配音：二木輝美（日本）；孫明貞（香港）
賣花女，故事開始時15歲。
台灣譯名「雷安琪」
羅賓／黑鬱金香
配音：廣川太一郎（日本）； （香港）
丹東
配音：野澤雅子（日本）； （香港）

### 史實人物
瑪麗．安東妮德
配音：武藤禮子（日本）； （香港）
路易十六
配音：阪脩（日本）； （香港）
奧爾良公爵
配音：池水通洋（日本）； （香港）
瑪麗．泰蕾茲
配音：小宮和枝（日本）； （香港）
路易．夏爾
配音：松金米子（日本）； （香港）
 法蘭茲一世
配音：宮內幸平、八奈見乘兒（日本）； （香港）

### 貴族
德福爾公爵
配音：寺島幹夫（日本）； （香港）
德蒙爾
配音：八奈見乘兒、藤城裕士（日本）； （香港）
米謝勒
配音：麻上洋子（日本）； （香港）
卡特琳夫人
配音：小原乃梨子（日本）； （香港）

## 製作人員
- 企劃：UniMax
- 原作：MK（金子滿）
- 主導演、總監督：大隅正秋
- 監督：出崎哲／富野喜幸
- 角色設計：杉野昭夫
- 音樂：菊池俊輔
- 編輯：鶴渕友彰
- 製作人：別所孝治、中村亮介、久保田榮一、岩崎正美
- 製作主任：小森徹
- 動畫製作：UniMax、創映社

## 音樂

### 主題曲

作詞：保富康午，作曲：菊池俊輔，主唱：Arlène Tempier／堀江美都子、哥倫比亞搖籠會
台灣版

作詞．曲：楊元豐

### 片尾曲

作詞：保富康午，作曲：菊池俊輔，主唱：堀江美都子／Arlène Tempier、哥倫比亞搖籠會
Arlène Tempier是經唱片公司和日本駐法國大使館聯合舉辦的比賽，由8名法國歌手中脫穎而出的。而堀江則是在沒有選出當地歌手時的後備，只負責第1、2集的演唱。

## 播放電視台
日本
- 富士電視台
- 晚上7時正～7時30分
- 1975年4月4日至12月26日，共39集

台灣
- 台視
- 1987年7月7日至1988年4月12日

香港
- 翡翠台（ ）
- 1987年1月19日至3月12日